# Avenue des Chutes-Lavie
Pour les articles homonymes, voir Lavie.
L’avenue des Chutes-Lavie est une voie marseillaise située dans les 4e et 13e arrondissements de Marseille.

## Situation et accès
Elle va du boulevard Camille-Flammarion au chemin de Raguse.
L’avenue des Chutes-Lavie est desservie sur toute sa longueur par la ligne de bus  du réseau RTM.
Elle est aussi desservie par la ligne  en direction du Métro Bougainville au croisement avec la rue Chalusset située à proximité du pont enjambant l’avenue Alexander-Fleming qui fut par le passé la percée des Chutes-Lavie.

## Origine du nom
La voie porte le nom de son quartier éponyme, les Chutes-Lavie dont elle constitue l’artère principale .

## Bâtiments remarquables et lieux de mémoire
- Au croisement avec la rue Jeanne-Jugan se trouve le pavillon de partage des eaux des Chutes-Lavie.
- Au numéro 143 se trouve le siège de l’union départementale des associations familiales des Bouches-du-Rhône (UDAF 13).